# Chicago Fire (seizoen 2)
Dit artikel vat het tweede seizoen van Chicago Fire samen. Dit seizoen liep van 24 september 2013 tot 13 mei 2014 en bevatte tweeëntwintig afleveringen. 

## Rolverdeling

### Hoofdrollen
- Jesse Spencer - luitenant Matthew Casey
- Taylor Kinney - luitenant Kelly Severide
- Monica Raymund - paramedicus Gabriela Dawson
- Lauren German - paramedicus Leslie Shay
- Charlie Barnett - brandweerman Peter Mills
- Eamonn Walker - commandant Wallace Boden
- David Eigenberg - brandweerman Christopher Hermann
- Yuri Sardarov - brandweerman Brian "Otis" Zvonecek
- Joe Minoso - brandweerman / chauffeur Joe Cruz
- Christian Stolte - brandweerman Randy "Mouch" McHolland
- Randy Flagler - reddingswerker Capp

### Terugkerende rollen
- Jeff Hephner - reddingswerker Jeff Clarke
- Jesse Lee Soffer - rechercheur Jay Halstead
- Jon Seda - rechercheur Antonio Dawson  de  broer van paramedicus Gabriela Dawson
- Sophia Bush - rechercheur Erin Lindsay
- Larisa Polonsky - Zoya
- Michelle Forbes - Gail McLeod
- Chaon Cross - Heather Darden
- Charlie Babbo - Ben Darden
- John Babbo - Griffin Darden
- Treat Williams - Benny Severide
- Mena Suvari - Isabella
- Vedette Lim - Devon
- Brittany Curran - Katie Nolan
- DuShon Monique Brown - secretaresse Connie
- Daisy Betts - Rebecca Jones
- Melissa Ponzio - Donna Robbins

## Afleveringen
| Nr. | Aflevering | Titel                            | Regisseur          | Schrijver(s)                    | Selectie gastrollen | Uitzenddatum      |  |
| --- | ---------- | -------------------------------- | ------------------ | ------------------------------- | --- | ----------------- |  |
| 25 | 1          | A Problem House                  | Joe Chappelle      | Michael Brandt Derek Haas       | LaRoyce Hawkins - Kevin Atwater John Hoogenakker - luitenant Spellman Steve Pickering - chief Raglund Cindy Chang - Mari | 24 september 2013 |  |
| Severide ontdekt dat hij het doelwit is van een gevaarlijke brandstichter. Kazerne 51 krijgt te maken met nieuwe collega's en nieuwe regels, dit om te voorkomen dat de kazerne gesloten wordt door bezuinigingen. Nadat Heather de gevangenis in moet vraagt zij aan Casey of hij de zorg wil nemen voor haar kinderen, Casey belooft haar de zorg op zich te nemen voor hen. |            |                                  |                    |                                 | |                   |  |
| 26 | 2          | Prove It                         | Tom DiCillo        | Andrea Newman                   | Sarah Shahi - Renée Royce LaRoyce Hawkins - Kevin Atwater Linda Powell - Ingrid Mills John Hoogenakker - luitenant Spellman Tim Hopper - Ken Rowe William Smillie - reddingswerker Hadley | 1 oktober 2013    |  |
| Casey heeft grote moeite met de zorg van de kinderen van Heather, de kinderen kunnen moeilijk accepteren dat hun moeder er niet is. Severide opent de jacht op de brandstichter die het op kazerne 51 heeft gemunt. |            |                                  |                    |                                 | |                   |  |
| 27 | 3          | Defcon 1                         | Joe Chappelle      | Michael Gilvary                 | Mike Starr - Arthur John Hoogenakker - luitenant Spellman Linda Powell - Ingrid Mills William Smillie - reddingswerker Hadley | 8 oktober 2013    |  |
| Café Molly's Bar maakt na de opening een moeilijke tijd door, de eigenaren proberen alles om het bezoekersaantal omhoog te krijgen. Mouch stelt zich kandidaat voor vakbondsvoorzitter, hij krijgt hierbij hulp van een vriendin van Dawson. Severide is ervan overtuigd dat Kevin Hadley, een voormalige medewerker van zijn ploeg, verantwoordelijk is voor de laatste brandstichtingen. |            |                                  |                    |                                 | |                   |  |
| 28 | 4          | A Nuisance Call                  | Steve Shill        | Matt Olmstead Hilly Hicks jr.   | John Hoogenakker - luitenant Spellman William Smillie - William Smillie Kevin R. Kelly - Darryl Brad Armacost - Edward Yates | 15 oktober 2013   |  |
| Door een gebeurtenis tussen Shay en Dawson komt hun vriendschap onder zware druk te staan. De medewerkers van kazerne 51 vermoeden dat er een mol tussen hun werkzaam is. Severide is vastbesloten om Hadley op heterdaad te betrappen bij een volgende brandstichting. Dawson is gecharmeerd van Jay, alleen dat hij samenwerkt met maffiabaas Arthur houdt haar tegen. Dan ontdekt zij dat Jay een undercoveragent is, en samenwerken met Arthur zijn opdracht is. |            |                                  |                    |                                 | |                   |  |
| 29 | 5          | A Power Move                     | Jann Turner        | Andi Bushell                    | Mike Starr - Arthur John Hoogenakker - luitenant Spellman Maura Kidwell - Amy Veronica Bruce - Denise Kiley B. Moore - Pam | 22 oktober 2013   |  |
| Kazerne staat op de lijst die bedreigd worden voor sluiting, de enige redding voor het open houden is als Boden zijn ontslag indient. De mol op kazerne 51 wordt onthuld, de medewerkers proberen nu een plan te verzinnen om hem naar buiten te werken. Molly's Bar ondervindt nog steeds problemen met maffiabaas Arthur. |            |                                  |                    |                                 | |                   |  |
| 30 | 6          | Joyriding                        | Steve Shill        | Derek Haas Tim Talbott          | Mike Starr - Arthur CJ Adams - Nathan Eric Slater - Greg Sullivan Janelle Snow - Beth Andy Manning - rechercheur Helling | 12 november 2013  |  |
| Severide krijgt een onverwachte bezoeker en krijgt nieuws over zijn vader. Als dit nog niet genoeg is krijgt hij tijdens het joggen te maken met een jongen die vastzit nadat een graafmachine omgevallen is. Hij probeert de jongen te redden, maar zonder zijn uitrusting en communicatiemiddelen wordt dit nog een hele uitdaging. Mouch neemt het in een debat op tegen zijn tegenstander Greg Sullivan, al snel wordt duidelijk dat Mouch in het openbaar niet zo goede spreker is. Molly's Bar krijgt weer bezoek van maffiabaas Arthur die hen weer verder onder druk zet. |            |                                  |                    |                                 | |                   |  |
| 31 | 7          | No Regrets                       | Michael Slovis     | Michael Brandt Ryan Rege Harris | Linda Powell - Ingrid Mills Dylan Baker - dr. David Arata Ben Marten - Westin Robyn Coffin - Cindy Herrmann Derek Gaspar - Marcus | 19 november 2013  |  |
| Kazerne 51 wordt opgeroepen om bijstand te verlenen nadat een trein ontspoorde en zich in een fabriek boorde. Door de bezuinigingen die door McLeod zijn doorgevoerd hebben zij echter niet de juiste middelen om een brand bij een propaantank te bestrijden. De brandweermannen hebben ook grote moeite om de mensen te redden die opgesloten zitten in de fabriek en de treinwagons. Ondertussen wordt Heather ontslagen uit de gevangenis, zij is blij dat zij herenigd wordt met haar kinderen. Zij besluit om samen met de kinderen een nieuw leven op te bouwen buiten Chicago, dit tot verbazing en teleurstelling van Casey. |            |                                  |                    |                                 | |                   |  |
| 32 | 8          | Rhymes With Shout                | Joe Chappelle      | Andrea Newman                   | Jason Beghe - rechercheur Hank Voight Jeff Lima - Leon Cruz Eric Slater - Greg Sullivan Alex Weisman - Chout Victoria Blade - Lisa Clarke | 26 november 2013  |  |
| Wanneer een jong meisje wordt doodgeschoten door een bende in de buurt van Cruz, moeten hij en zijn broer Leon een plan bedenken om te ontsnappen aan deze bende. Ondertussen is Cruz nog steeds gecharmeerd van Zoya en wil in hun relatie de volgende stap zetten. Zoya dreigt het land uitgezet te worden omdat zij geen verblijfsvergunning heeft. Cruz wil haar ten huwelijk vragen, zodat zij kan blijven. De vete tussen McLeod en Boden dreigt te ontsporen, wat kan leiden tot de sluiting van kazerne 51. Nadat de kinderen van Heather weg zijn valt Casey in een zwart gat, Dawson probeert hem weer op te beuren. Severide heeft ontdekt dat hij een halfzus heeft en probeert de verloren tijd met haar in te halen. Mills wordt door Isabelle meegenomen naar een deftig gala, daar aangekomen vermoedt Mills dat zij hem met een plan heeft meegenomen. Shay krijgt een intense relatie met Devon, zij is geschokt als Devon na een nacht samen haar appartement die zij deelt met Severide en Otis leeg rooft. |            |                                  |                    |                                 | |                   |  |
| 33 | 9          | You Will Hurt Him                | Sanford Bookstaver | Michael Gilvary                 | Jason Beghe - rechercheur Hank Voight Elias Koteas - rechercheur Alvin Olinsky Jeff Lima - Leon Cruz David Pasquesi - Erik McAuley Carter Dorsey - senator Wheeler | 3 december 2013   |  |
| Boden broedt een plan uit om McLeod te stoppen met haar plan om kazerne 51 te sluiten. De politie doet onderzoek naar de moord van het jonge meisje door een bende, zij krijgen hierbij hulp van Leon die undercover gaat. Cruz is echter bang voor het leven van zijn broer Leon en met gevaar voor zijn eigen leven bemoeit hij zich met het onderzoek. Otis voelt zich niet meer op zijn gemak nadat Devon zijn spullen heeft gestolen en twijfelt over zijn verblijf daar. Shay is emotioneel gebroken na de stunt van Devon en overweegt zelfmoord te plegen. De relatie tussen Casey en Dawson wordt al snel romantisch. |            |                                  |                    |                                 | |                   |  |
| 34 | 10         | Not Like This                    | Alex Chapple       | Michael Brandt Derek Haas       | Ora Jones - mrs. Leppert Eric Slater - Greg Sullivan CJ Adams - Nathan Carter Dorsey - senator Wheeler Kurt Ehrmann - chief Joel Tiberg | 10 december 2013  |  |
| Het onvermijdelijke is toch aangebroken, McLeod heeft besloten om kazerne 51 te sluiten en deelt mede dat over 24 uur de deuren worden gesloten. De medewerkers en de buurtbewoners besluiten om het hierbij niet te laten en komen in opstand. Op het laatste moment krijgen zij hulp uit een onverwachte hoek, dankzij deze hulp wordt de sluiting van kazerne 51 opgeheven. Een grote brand test de grenzen van iedereen en het leven van Casey komt in groot gevaar. Clarke wordt een verdachte in een onderzoek na de moord op zijn ex-vrouw. Dawson krijgt nieuws wat haar leven radicaal zal veranderen, zij is aangenomen op de opleiding brandweer. Vakbondsleider Greg Sullivan verschijnt negatief in het nieuws, dit heeft onmiddellijk invloed op Mouch. |            |                                  |                    |                                 | |                   |  |
| 35 | 11         | Shoved In My Face                | Jean de Segonzac   | Hilly Hicks jr.                 | Christine Evangelista - Allison Rafferty Kurt Ehrmann - chief Joel Tiberg Victoria Blade - Lisa Clarke Christopher R Ellis - Rick Sandoval Carolyn Braver - Tina | 7 januari 2014    |  |
| Casey keert terug op zijn werk na het ongeluk dat bijna zijn leven kostte. Nadat Dawson is aangenomen op de opleiding brandweer krijgt Shay een nieuwe partner, Allison Rafferty. Rafferty is vriendelijk tegen iedereen, behalve met Shay heeft zij moeite met het feit dat zij zo openlijk lesbisch is. Severide heeft de uitnodiging aangenomen om leraar te worden op de opleiding brandweer, daar ontmoet hij Dawson als leerlinge. Clarke weigert te praten met de politie over de moord waar hij van verdacht wordt. De toekomst van Molly's Bar ziet er steeds meer somberder uit. |            |                                  |                    |                                 | |                   |  |
| 36 | 12         | Out With a Bang                  | Alik Sakharov      | Andrea Newman                   | Christine Evangelista - Allison Rafferty Coburn Goss - Jef Bell Karen Aldridge - dr. Kendra Christopher R Ellis - Rick Sandoval Steve Key - Kenny Bloomfeld | 14 januari 2014   |  |
| Casey probeert zichzelf en vooral zijn collega's ervan te overtuigen dat hij weer volledig is hersteld na het ongeluk dat bijna zijn leven kostte. Shay probeert uit alle macht een advocaat te ontlopen die haar wil spreken na de zelfmoord van zijn cliënt waar Shay getuige van was. Boden besluit zijn hup aan te bieden aan bewoners van een appartementencomplex die een gevecht voeren tegen hun onverschillige huurbaas. Dawson wordt tijdens haar opleiding zwaar op de proef gesteld, zij wordt een ruimte ingestuurd die vol staat met rook terwijl zij lijdt aan claustrofobie. Zij maakt kennis met een medestudent, Rebecca Jones, die een eigen manier blijkt te hebben met het volgen van de opleiding. Mills is blij dat hij nu deel uitmaakt van de reddingsploeg, al snel ondervindt hij de gevolgen als hij te loslippig is tegen een journalist. Otis heeft het gezellig met Katie, de halfzus van Severide. |            |                                  |                    |                                 | |                   |  |
| 37 | 13         | Tonight's the Night              | Jann Turner        | Derek Haas Tim Talbott          | Christine Evangelista - Allison Rafferty Marina Squerciati - Kim Burgess LaRoyce Hawkins - Kevin Atwater Jake Weary - Vince Keeler | 21 januari 2014   |  |
| Wanneer een dronken chauffeur, in een ijskoude nacht, een transformatorhuisje omverrijdt komt de hele buurt rond kazerne 51 zonder elektriciteit te zitten. Kazerne 51 wordt opengesteld voor de buurtbewoners die thuis geen kachel meer hebben na de stroomuitval, al snel zit de kazerne tot de nok toe vol. Al snel ontstaan er spanningen en romances tussen verschillende mensen. Clarke wordt eropuit gestuurd om voorraden te halen in een nabijgelegen winkel, daar aangekomen krijgt hij al snel te maken met plunderaars. Boden moet al snel handelen in zijn kazerne nadat er onwelkome gasten opduiken, hierbij krijgt hij hulp van Severide die iemand hardhandig de deur wijst. Casey worstelt nog steeds met geheugenverlies en hoofdpijnen na zijn ongeluk, hij blijft echter volhouden tegen Dawson dat er niets aan de hand is. Als de nacht bijna tot zijn einde loopt blijkt Katie ineens vermist te zijn. Herrmann, Otis en Dawson vervolgen hun discussie over de toekomst van Molly's Bar. |            |                                  |                    |                                 | |                   |  |
| 38 | 14         | Virgin Skin                      | Karen Gaviola      | Michael Brandt Ryan Rege Harris | Christine Evangelista - Allison Rafferty Jake Weary - Vince Keeler CJ Adams - Nathan Kurt Ehrmann - chief Joel Tiberg Gene Weygandt - chief Jones | 25 februari 2014  |  |
| Severide vervolgt zijn zoektocht naar zijn halfzus Katie en roept de hulp in van rechercheur Lindsay. Hij voelt zich al snel buitenspel gezet door de politie en maakt hen duidelijk dat hij wil helpen, uiteindelijk neemt hij de zaak in eigen hand om zo zijn halfzus te vinden. Casey krijgt ineens last van bloedingen uit zijn oor, de dokter vertelt hem dat zijn carrière als brandweerman in gevaar is. Dawson is druk bezig om te slagen voor de fysieke test van de opleiding. Het volledige personeel zet zich in om een jongen te helpen die hen hielp tegen de sluiting van kazerne 51. |            |                                  |                    |                                 | |                   |  |
| 39 | 15         | Keep Your Mouth Shut             | Holly Dale         | Michael Gilvary                 | Jake Weary - Vince Keeler Anthony Ferraris - Tony Kecha Kambe - vrouw in wasserette | 4 maart 2014      |  |
| Na de bevrijding van zijn halfzus Katie is Severide woest als blijkt dat de dader Vince Keeler weer wordt vrijgelaten door de politie. Dan hoort Severide onplezierig nieuws over wie achter de ontvoering zat van Katie. Dawson keert, nadat zij gezakt is voor haar opleiding, terug op de ambulance van kazerne 51. Rebecca Jones, die wel is geslaagd voor haar opleiding, komt als aspirant werken op kazerne 51, dit tot grote frustratie van de manschappen. Kazerne 51 zet alles op alles om een meisje te bevrijden die vastzit. Tevens moeten zij vol aan de bak in een brand die woedt in een 20 verdiepingen tellende kantoorgebouw. De relatie tussen Boden en zijn vriendin Donna loopt niet zo soepel als gewenst. Mouch ontdekt dat hij geen ruzie moet krijgen met secretaresse Connie. |            |                                  |                    |                                 | |                   |  |
| 40 | 16         | A Rocket Blasting Off            | Sanford Bookstaver | Matt Olmstead Hilly Hicks jr.   | Robyn Coffin - Cindy Herrmann Amy Morton - Trudy Platt Jason Beghe - rechercheur Hank Voight Gene Weygandt - chief Jones Mark Montgomery - Ramsey | 11 maart 2014     |  |
| Wanneer de ontvoerder van Katie van de aardbodem is verdwenen wordt Severide hiervoor door de politie aangemerkt als verdachte. Dawson is teleurgesteld in haar eigen na het zakken voor de opleiding, zij denkt er serieus over na om deze opleiding opnieuw te volgen. Jones vindt nog steeds weerstand onder de medewerkers voor haar aanwezigheid. Casey en Boden krijgen van de vader van Jones, hoofdcommandant Jones, de opdracht ervoor te zorgen dat zijn dochter tegen haar wil een kantoorbaan aanneemt. Tot ontsteltenis van zijn collega's besluit Herrmann een vasectomieuit te laten voeren als cadeau voor zijn vrouw voor hun twintigjarige huwelijksfeest. |            |                                  |                    |                                 | |                   |  |
| 41 | 17         | When Things Got Rough            | Jann Turner        | Andrea Newman                   | Scott Jaeck - advocaat van brandweer W. Earl Brown - Dave Bloom Erik Hellman - dr. Alec Willhite Stacy Stoltz - mrs. Blooker Mark Montgomery - Ramsey | 18 maart 2014     |  |
| Severide helpt een man die met zijn arm bekneld zit, al snel ontdekt hij dat de man een voormalige brandweerman is en lijdt aan een pijnstillerverslaving. Dit brengt herinneringen naar boven bij Severide die ook een verslaving heeft gehad en besluit hem te helpen. Kazerne 51 wordt naar een woningbrand geroepen, daar aangekomen zien zij tot hun ontsteltenis dat de man des huizes zichzelf op zijn kinderen heeft geworpen om hen te redden. Zelf is hij hierbij overleden, zijn weduwe wil nu de brandweer voor de rechter dagen voor het niet redden van haar man. Mouch hoort dat zijn vriendin het uit wil maken. Dawson krijgt te maken met een centralist die haar stalkt, zij twijfelt of zij hier melding van moet maken. Casey en Boden discussiëren over wat te doen met de order van hoofdcommandant Jones met betrekking tot zijn dochter. |            |                                  |                    |                                 | |                   |  |
| 42 | 18         | Until Your Feet Leave the Ground | Michael Slovis     | Matt Olmstead Mick Betancourt   | David Pasquesi - Erik McAuley Amy Morton - Trudy Platt W. Earl Brown - Dave Bloom Audrey Francis - Margie Cavanaugh Benjamin Sprunger - Thomas Cavanaugh Gene Weygandt - chief Jones | 8 april 2014      |  |
| Wanneer een man vast is komen te zitten tussen twee gebouwen wordt de hulp van kazerne 51 ingeroepen. Severide is nog steeds vastbesloten om de voormalige brandweerman Bloom te helpen, hij wil hem laten opnemen in een afkickkliniek voor zijn pijnstillersverslaving. Eerst heeft hij hier geen behoefte aan en slaat de uitnodiging af, later besluit hij zich toch op te laten nemen. Shay en Dawson gaan samen weg om een weekend te houden zonder mannen, op hun logeeradres wordt hun medische kennis al snel op de proef gesteld. Mouch is vastbesloten om snel een nieuwe vriendin te vinden en maakt een profiel aan op een datingsite. Na het uitblijven van reacties vraagt hij hulp bij het verbeteren van zijn profiel. Jones ontdekt wat haar vader heeft geëist aan Boden en Casey en is boos op haar vader met het uitstippelen van haar leven. Casey besluit dan dat hij haar wil helpen om op de kazerne te blijven als brandweervrouw. |            |                                  |                    |                                 | |                   |  |
| 43 | 19         | A Heavy Weight                   | Reza Tabrizi       | Michael Gilvary                 | Gordon Clapp - kapelaan Orlovsky W. Earl Brown - Dave Bloom Gene Weygandt - chief Jones David Lee Russek - Woodall Nate Burger - Damien | 15 april 2014     |  |
| Het personeel van kazerne 51 is geschokt als blijkt dat Jones zelfmoord heeft gepleegd. Dit deed zij door de druk die haar vader uitvoerde om haar kantoorwerk te laten doen, in plaats van haar droombaan als brandweervrouw uit te laten voeren. Dawson krijgt een briefje in handen die zij voor haar zelfmoord aan haar schreef, zij wil echter niet vertellen wat hier opstaat. Casey is ondertussen op zoek naar een verlovingsring om hiermee Dawson tot huwelijk te vragen, hij roept hierin de hulp van Shay. Severide duikt ondertussen in het verleden van brandweerman Bloom die hij wil helpen, hierin ontdekt hij een schokkend geheim. Tijdens een brand op een benzinestation wil een omstander de brandweer helpen, dit met een desastreuse afloop. Boden krijgt een bijzondere mededeling van Donna, zij is zwanger. |            |                                  |                    |                                 | |                   |  |
| 44 | 20         | A Dark Day                       | Joe Chappelle      | Dick Wolf Matt Olmstead         | Christine Evangelista - Allison Rafferty Sammy Sheik - Nizar Avi Lake - Imogene Aimee Laurence - Zoey Francis Guinan - commissaris Jason Beghe - Hank Voight Marina Squerciati - Kim Burgess LaRoyce Hawkins - Kevin Atwater Dylan Baker - dr. David Arata Brett Schneider - Patrick Vaughn Erik Hellman - dr. Alec Willhite | 29 april 2014     |  |
| Dawson en Casey zijn bezig met vrijwilligerswerk in het ziekenhuis als daar een bom afgaat die een groot deel van het ziekenhuis verwoest. Dit zorgt ervoor dat er een grote chaos uitbreekt, nu is de taak van de lokale en federale politie uit te zoeken wie hier achter zit. Dawson was op het moment van de explosie in het ziekenhuis, Casey en Severide voeren nu een strijd tegen de klok om haar te vinden. De rest van de bemanning zijn druk bezig om de rest van de slachtoffers te helpen. Deze aflevering is de eerste deel van een tweedelige cross-over , het tweede deel gaat verder met de aflevering ‘’8.30 PM’’ (seizoen 1) van de televisieserie Chicago P.D.. |            |                                  |                    |                                 | |                   |  |
| 45 | 21         | One More Shot                    | Jean de Segonzac   | Andrea Newman                   | Kenny Johnson - Tommy Welch Edwin Hodge - Rick Newhouse Ruben James Quiles - Savrin Shanara Gabrielle - Grace Duane Sharp - kapitein | 6 mei 2014        |  |
| Dawson is vastbesloten om haar opleiding toch te halen, en met steun van kazerne 51 maakt zij zich op voor haar examen. Casey vraagt aan rechercheur Dawson zijn zegen om de hand van zijn zus, hij geeft onmiddellijk zijn toestemming. Shay is verbijsterd als zij ineens oog in oog staat met Devon, haar ex-geliefde die haar appartement die zie deelt met Otis en Severide leeg roofde. Nu Boden heeft gehoord dat Donna zwanger is van hem besluit hij haar ten huwelijk te vragen, zij weigert zijn aanzoek. Gelukkig voor Boden komt zij hier later toch op terug en accepteert zijn verzoek. Het reddingsteam krijgt een nieuwe medewerker met Rick Newhouse. Kazerne krijgt ondertussen de oproep om een man bij te staan die vastzit in een houtversnipperaar. |            |                                  |                    |                                 | |                   |  |
| 46 | 22         | Real Never Waits                 | Michael Brandt     | Michael Brandt Derek Haas       | Kenny Johnson - Tommy Welch Edwin Hodge - Rick Newhouse Robyn Coffin - Cindy Herrmann Amy Morton - Trudy Platt Preston James Hillier - chief Kenny Anthony Ferraris - Tony | 13 mei 2014       |  |
| Nadat een brand een school compleet heeft verwoest wordt er nog een slachtoffer ontdekt, zwaar gewond wordt deze naar het ziekenhuis gebracht met Severide achterlatend die zich afvraagt of hij zich voldoende heeft ingezet. Dawson begint aan haar examen voor haar opleiding tot brandweervrouw, nu slaagt zij wel met vlag en wimpel. Met toestemming van Casey wordt zij ingepland tot overplaatsing naar een andere kazerne. Mills wil nog steeds achterhalen hoe zijn vader is omgekomen tijdens zijn werk als brandweerman. Severide is er niet van gediend dat Devon weer terug is in hun leven en zet haar buiten. Boden besluit te trouwen met Donna op kazerne 51 met zijn manschappen als toeschouwers. Casey vraagt Dawson ten huwelijk, voordat zij echter antwoord kan geven worden zij en de rest van kazerne 51 opgeroepen naar een brand in een leegstaand gebouw. Het gebouw wat in brand staat explodeert ineens als iedereen binnen is, met uitzondering van Boden die buiten de leiding heeft. Boden is geschokt en is bang dat zijn manschappen het niet overleefd heeft, hij probeert in paniek reacties te krijgen over de radio van zijn manschappen. |            |                                  |                    |                                 | |                   |  |